# Regentonnenvariationen
Regentonnenvariationen ist ein Gedichtband des deutschen Lyrikers Jan Wagner, der 2014 beim Hanser Berlin Verlag erschienen ist.

## Inhalt
Der Lyrikband enthält 57 Gedichte in 5 Abschnitten. Die Gedichte behandeln kunstvolle Variationen scheinbar alltäglicher, häuslicher Natur, Objekte, die „eine Randexistenz fristen“, die der Autor jedoch als „atemraubende Naturschauspiele“ poetisiert. Thematisiert werden unter anderem der Giersch, ein Pferd, drei sizilianische Esel, Schlehen, Gräber, die Morchel, ein Nagel, Silberdisteln, Torf, die Blutbuche, der Grottenolm, Regentonnenvariationen, ein Otter und andere Pflanzen, Tiere und Dinge. Stilistisch werden in manchen Gedichten Oden oder Sonette verwendet. 
Vielfach wird auf Reimform verzichtet. Im Klappentext heißt es: Jan Wagner, „zoomt ganz nah ran, überblendet assoziativ, bis der Blick sich weitet und sich das beglückende Gefühl einstellt, für einen Augenblick zum Wesen der Dinge vorgedrungen zu sein.“

## Auszeichnungen
Der Gedichtband gewann am 12. März 2015 den Preis der Leipziger Buchmesse (Kategorie: Belletristik). Damit wurde zum ersten Mal ein lyrisches Werk mit diesem Preis ausgezeichnet. Die Jury sprach von „Lyrik voller Geistesgegenwart“ und nannte als Grund ihrer Entscheidung: „Jan Wagners Gedichte haken sich im Gedächtnis fest. Sie sind anschaulich, spezifisch, von zurückhaltender Intelligenz. Flora, Fauna und menschliche Debakel nimmt er freundlich in den Blick, ohne allzu viel Aufhebens um seine Wahrnehmungsfähigkeit zu machen.“ Der Band wurde bei den Lyrik-Empfehlungen der Deutschen Akademie für Sprache und Dichtung, der Stiftung Lyrik Kabinett und der Literaturwerkstatt Berlin aufgeführt.

## Rezensionen
Ein FAZ-Rezensent schrieb über den Gedichtband, der Autor finde darin auf einfachen Wegen zur größten Meisterschaft. Er sei ein „Dichter des Blicks“. Die „Wortfelder der Optik“ „dominierten in seinen Gedichten“. Nora Bossong (Die Zeit) schrieb von einem „prachtvollen, geradezu rauschhaften Werk“, einer „Orgel aus Fönen“. An Wagners Meisterschaft der Sprachbehandlung könne kein Zweifel bestehen. Die „Kette der Raffinessen“ könne „nervös machen“, doch werde man „diesen Raffinessen ihre ästhetische Legitimation nicht absprechen“. Georg Diez veröffentlichte in seiner Spiegelkolumne einen Verriss; er unterstellte eine vorherrschende Geisteshaltung, Literatur als „Schutz vor der Gegenwart“ anzusehen. Die Gedichte seien verklärend und verkitschend (Zitat: hier feiert jemand das ganz, ganz Kleine, das Superprivatistische, die Landlust und Versenkung, Verklärung, Verkitschung der Natur auf eine so humorlose und formal öde Art und Weise, dass Langeweile schon gar kein Wort mehr ist, das sich auf diese Gedichte anwenden lässt).